# Parafia Świętej Rodziny w Trześni
Parafia Świętej Rodziny w Trześni – parafia rzymskokatolicka znajdująca się w diecezji sandomierskiej w dekanacie Gorzyce. Parafia została erygowana między 1302 r. a 1325 r.
Na obszarze parafii leżą: Furmany, Orliska, Sokolniki, Trześń oraz ulice Sandomierza: Prosta, Sielecka, Trześniowska, Wałowa, Wielowiejska, Zaleśna.